# Борошняний кліщ
Борошня́ний кліщ (Acarus siro, Tyroglyphus farinae або Acarus farinae) — вид кліща з родини Acaridae. 
Тіло овальне, блискуче, білясте, вкрите рідкими короткими щетинками; ноги (4 пари) рожеві або бурі. Довжина тіла самиці 0,4—0,7 мм, самця — 0,4—0,45 мм. Самиця відкладає 20—30 яєць. Розвиток із складним перетворенням (5 стадій). При температурі 14—24° і вологості 13—16% борошняні кліщі можуть розмножуватись цілий рік; розвиток від яйця до статевозрілої форми триває 14—20 днів. При температурі 35—50° в сухому повітрі борошняні кліщі гинуть. Борошняний кліщ живиться продуктами рослин, і тварин, походження і є найнебезпечнішим шкідником зерна і продуктів його переробки.